# جزيرة موروروا

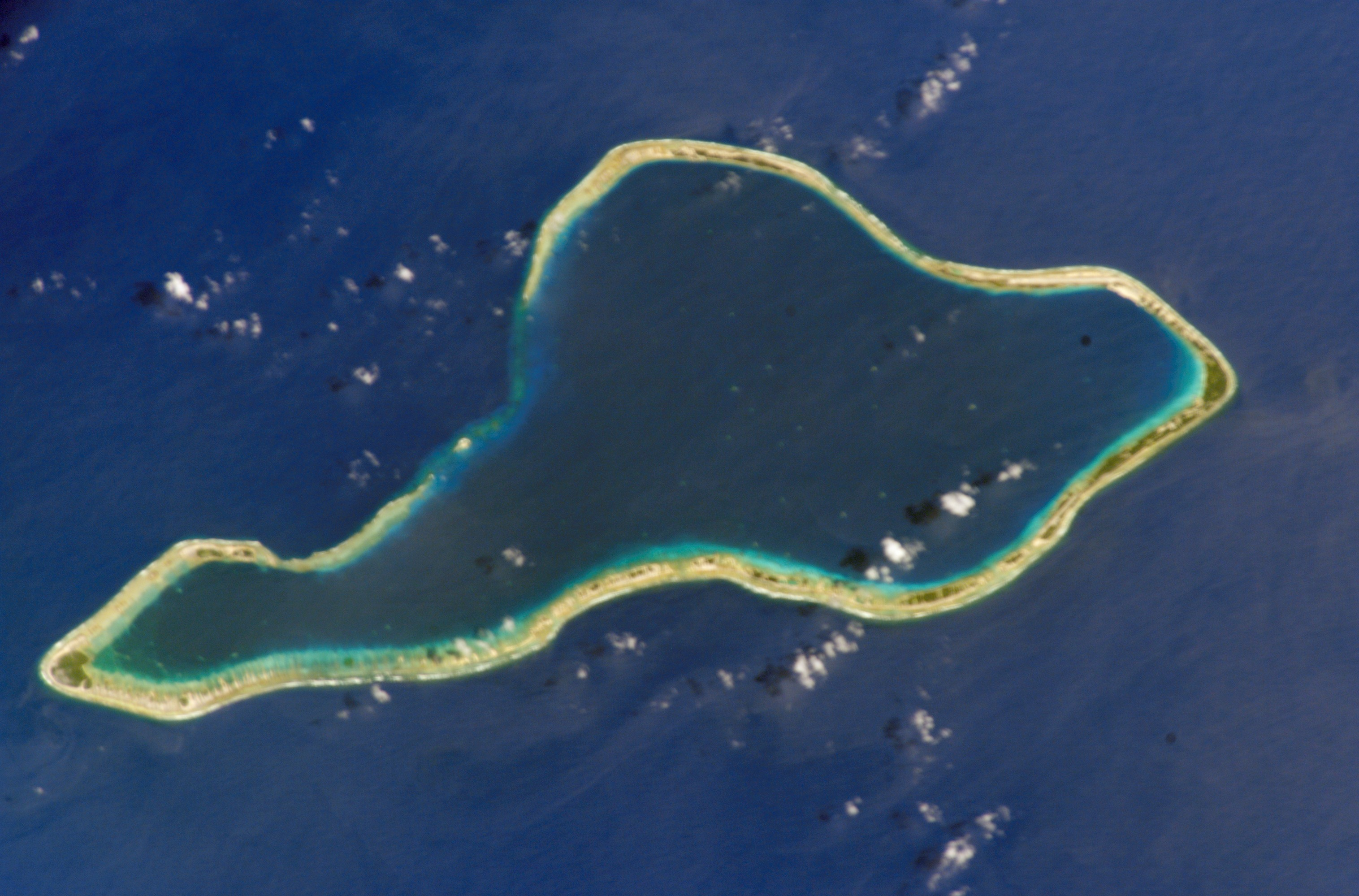
ناسا صورة من ناسا لجزيرة موروروا أتول.

موروروا ( مورورا) Moruroa، المعروفة أيضًا تاريخيًا باسم أوبوني ،  هي جزيرة مرجانية Atoll تشكل جزءًا من أرخبيل تواموتو في بولينيزيا الفرنسية في جنوب المحيط الهادئ . تقع على بعد حوالي 1,250 كيلومتر (780 ميل) جنوب شرق تاهيتي . تُعد '''موروروا أتول''' إداريًا جزءًا من بلدية توريا ، التي تضم جزر توريا ، وفانغاتوفا ، و تيماتانجي ، وفانافانا . أجرت فرنسا تجارب الأسلحة النووية بين عامي 1966 و 1996 في موروروا وفانغاتوفا ، مما تسبب في احتجاجات دولية لا سيما في عامي 1974 و 1995. تم الإبلاغ عن عدد الاختبارات التي أجريت على Moruroa بشكل مختلف بين 175 و 181.

## التاريخ

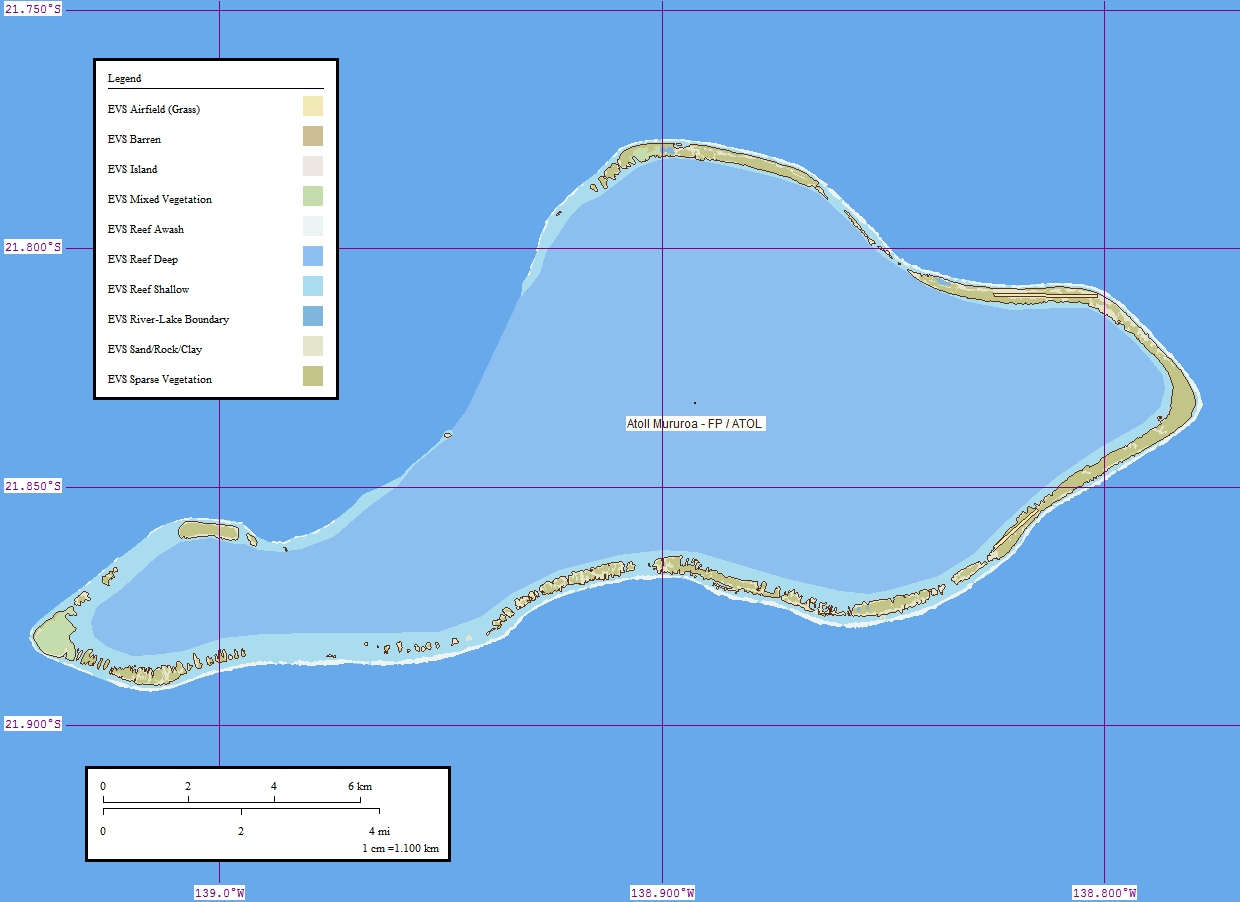
موروروا

عرف البولينيزيون القدماء موروروا أتول باسم أجدادهم هيتي-توتاو-ماي .  كان أول أوروبي مسجل يزور هذه الجزيرة المرجانية هو القائد فيليب كارتريت على السفينة HMS Swallow في عام 1767 ، بعد أيام قليلة من اكتشافه جزيرة بيتكيرن. أطلق كارتريت على موروروا لقب "أسقف جزيرة أوسنابورغ".  في عام 1792 ، حُطمت هنا السفينة صائدة الحيتان البريطانية ماتيلدا وأصبحت تُعرف باسم روكس ماتيلدا (صخرة ماتيلدا).  زارها فريدريك وليام بيتشى عام 1826. 
وجد المستكشفون الأوروبيون الأوائل أن الجزيرة المرجانية لم تكن مأهولة بشكل مستمر. في عام 1826 وجدها بيتشي خالية من السكان . ثم وجدت زيارة عام 1832 "مساكنا ولكن لا يوجد سكان".  قتلت سفينة زائرة في عام 1834 جميع السكان الذين عثر عليهم هناك باستثناء ثلاثة ، ولم يطالب بها أحد في عام 1847.  كان يسكنها لفترة وجيزة عمال لب جوز الهند في أواخر القرن التاسع عشر ، ومرة أخرى من عام 1942 إلى عام 1943 ومن عام 1950 إلى عام 1950 ، لم يسكنها أحد بشكل دائم منذ ذلك الحين. 

### تجارب الأسلحة النووية الفرنسية

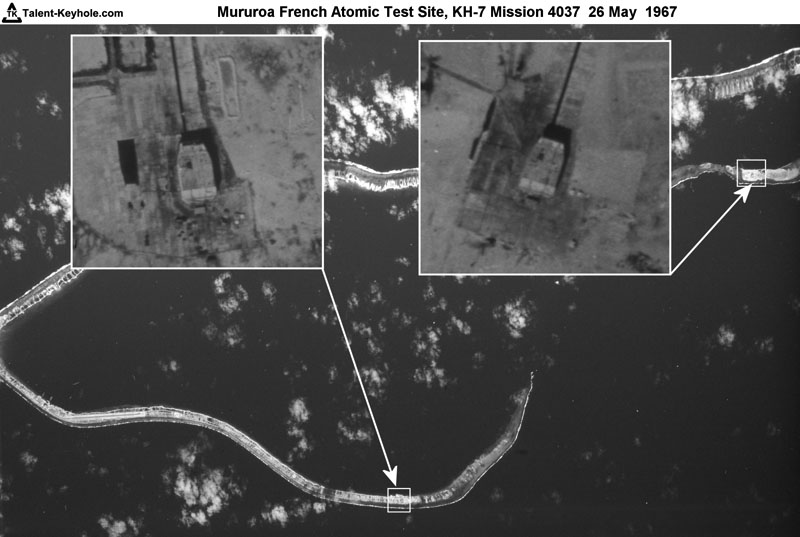
صورة استطلاع عبر الأقمار الصناعية لموقع Mururoa للتجارب الذرية في in French Polynesia, 26 May 1967

ملحوظة : تعطلت الترجمة آليا ولم تٌسجل بقية الترجمة عن اللغة الإنكليزية على الرغم من اكتمال الترجمة.